# (20569) 1999 RP132
A (20569) 1999 RP132 a Naprendszer kisbolygóövében található aszteroida. A LINEAR projekt keretében fedezték fel 1999. szeptember 9-én.